# Sandtjärnen (Piteå socken, Norrbotten, 727275-172048)
Sandtjärnen är en sjö i Piteå kommun i Norrbotten och ingår i Lillpiteälvens huvudavrinningsområde.